# 在华英租界

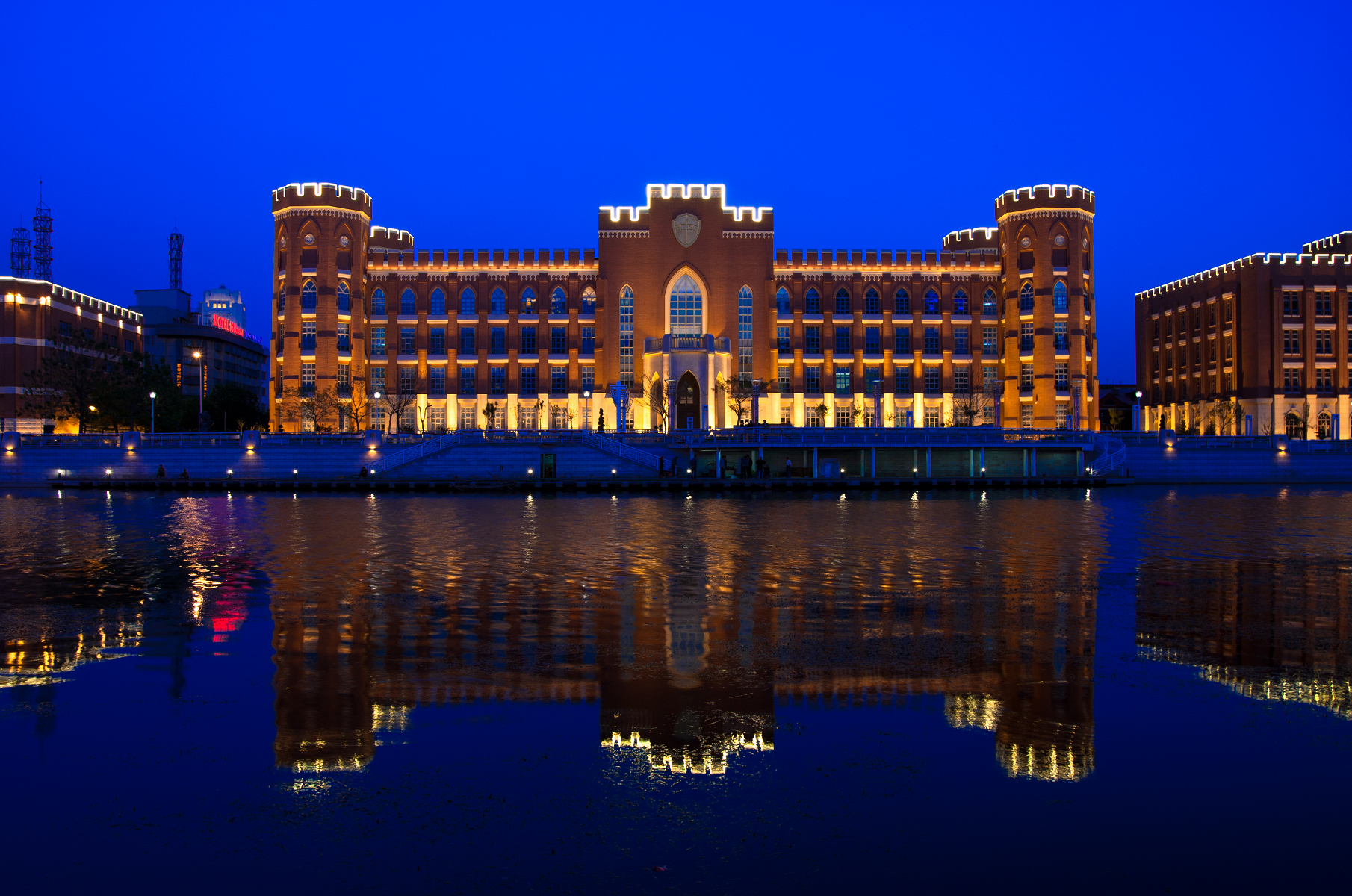
天津英租界工部局

在华英租界是从19世纪中叶到20世纪中叶，英国曾经在中国的7个港口城市中开辟过专管租界，它们是：上海英租界（不久并入上海公共租界）、厦门英租界、天津英租界、汉口英租界、镇江英租界、九江英租界和广州英租界。其中上海英租界的设立采用民租，其他租界采用官租的形式设立。

## 开辟
这7个在华英租界都开辟于19世纪中叶。其中开辟最早的是上海英租界，厦门英租界早在开埠之初的1844年就已划定，但是直到1862年才正式开辟。其他5个在华英租界都开辟于第二次鸦片战争后的1860年代。广州传统的外贸区十三行在第二次鸦片战争初期被中国民众放火烧毁，英法联军占领广州后，即将十三行附近珠江中的沙洲耗费巨资，人工填筑成沙面岛，并按照出资比例，将其西部的四分之三划为广州英租界。

## 规模
这些在华英租界的规模相差悬殊，天津英租界面积超过6000亩，汉口英租界面积不足800亩，广州、镇江、九江三地英租界面积均在200亩左右，厦门英租界仅有24亩。

## 扩展
这些在华英租界中，上海英租界扩展的面积最为庞大（见上海公共租界），天津英租界在1897年、1902年、1903年扩展过3次，汉口英租界在1898年扩展1次，其他几个英租界没有进行过扩展。

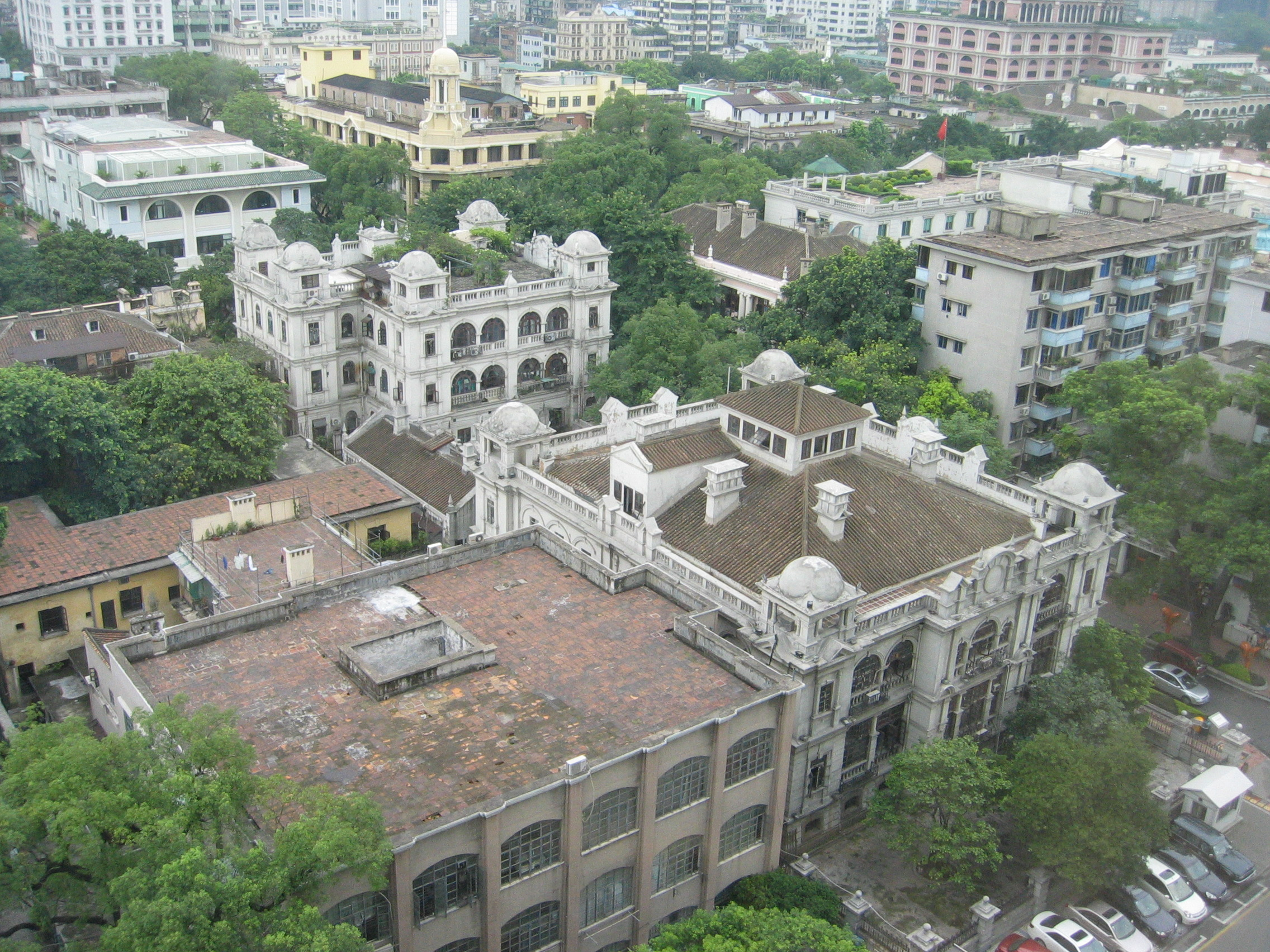
广州沙面島英租界保存完好的西式建築物

## 收回
这些在华英租界中，最早被中国政府接管的是厦门英租界，最早正式收回的是汉口英租界和九江英租界。1925年6月13日，五卅运动波及厦门，当地英国领事请求中国军警保护，撤销工部局，将行政管理权交还中国。1927年初大革命高潮期间，汉口英租界和九江英租界受到中国群众冲击，随即两地英租界被武汉国民政府收回。同年3月，北伐军占领镇江，英国领事怀稚特主动撤退巡捕，镇江商会商团接管租界的行政管理权。1929年南京国民政府正式收回镇江英租界。1930年，厦门英租界正式交还中国。
除此以外，上海英租界早已并入上海公共租界，到1930年代英国在华专管租界只剩下天津英租界和较小的广州英租界，1941年太平洋战争爆发后日军进驻，1942年3月由汪精卫政府接收。1943年英国同意放弃这2个租界。

## 市政建设

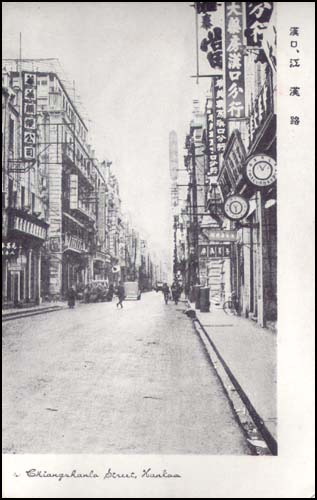
1940年代的汉口江汉路

这些在华英租界都是当地开辟最早的租界或是唯一的租界，地理位置都相当优越，而且英国是最大的对华贸易国，这些在华英租界都发展为繁盛的商业贸易区域。天津英租界新扩展的推广界（British Extra Rural Extension）后来形成大面积的高级住宅区。
在天津英租界，道路多以英国人名和英国殖民地地名命名，如维多利亚道（Victoria Road，今解放北路的营口道至开封道段）、咪哆士道（Meadours Road，今泰安道）、戈登道（Gordon Road，今湖北路的唐山道至南京路段）、新加坡道（Singapore Road，今大理道）、克伦坡道（Colombo Road，今常德道）、剑桥道（Cambridge Road，今重庆道的河北路以东段）、爱丁堡道（Edinborgh Road，今重庆道的河北路以西段）、伦敦道（London Road，今成都道）等。
在汉口英租界，垂直于长江的东西向道路多数以英国或其他国家的商号命名，如怡和街（今上海路）、阜昌街（今南京路）、宝顺街（今天津路），最南部与华界毗邻的繁盛街道则以中国“地皮大王”刘歆生的名字命名为歆生路（今江汉路）；而平行于长江的南北向道路，有些按照汉口附近的中国地名命名为湖南街（今胜利街）、湖北街（今中山大道江汉路至合作路一段）、鄱阳街。 

## 现状
这些在华英租界多数仍大体保持旧日风貌。在天津英租界所处的今天津市和平区解放北路（原维多利亚道）两侧和五大道地区，分别保存有大量租界时代遗留的金融建筑和别墅建筑。在汉口英租界所处的今武汉市江岸区江汉路、沿江大道一带，原英租界时代遗留的银行大楼大多完好无损。在广州英租界所处的今广州市荔湾区沙面岛，租界时代遗存的建筑群已经作为全国重点文物保护单位整体保留。不过，镇江英租界在收回后曾经经历过1937年的日军轰炸和焚烧，原有风貌残存较少，只有位于山上的镇江英国领事馆旧址幸存了下来（今镇江博物馆），也被列为全国重点文物保护单位。